# Museo dell'Opera del Duomo (Orvieto)
Pour les articles homonymes, voir Museo dell'Opera del Duomo.

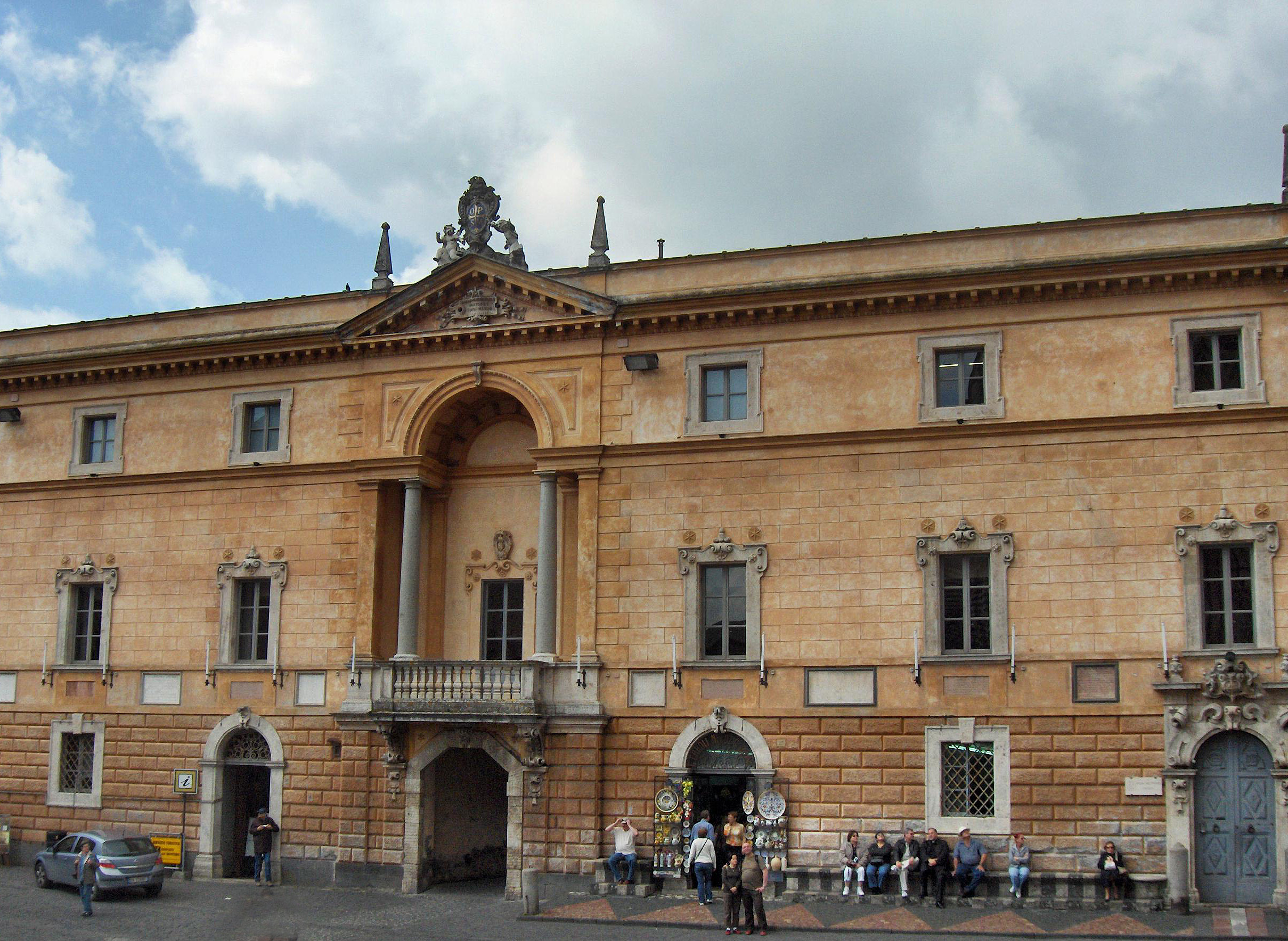
Le Palazzo dell'Opera del Duomo d'Orvieto.

Le Museo dell'Opera del Duomo d'Orvieto, fondé en 1882, est le musée de l'Œuvre de la cathédrale de la ville d'Orvieto, dans la province de Terni, en Ombrie.

## Collections
Son siège est au palazzo Soliano, et il y héberge des sculptures et des œuvres depuis le Duecento dont, entre autres :
- L'Annonciation (1603-1608), groupe de sculptures de Francesco Mochi,
- Terrecotte invetriate des Della Robbia,
- Reliquaire du crâne de San Savino,
- Reliquaire du saint Corporal (en) de Bolsena (anciennement à la chapelle du Corporal de la cathédrale),
- Croquis sur parchemins du projet du Duomo,
- Autoportrait de Luca Signorelli,
- Polyptyque de Simone Martini,
- Divers objets précieux liturgiques d'orfèvrerie.

Le Palazzo dell'Opera del Duomo d'Orvieto, accueille, lui en complément, des collections d'archéologie étrusque.